# ثرثارة بيضاء الحنجرة
ثرثارة بيضاء الحنجرة (الاسم العلمي: Argya gularis)، طائر من فصيلة البهدليات. إنها تستوطن بورما.
صُنف هذا النوع سابقًا في جنس ثرثارة (Turdoides) ولكن بعد نشر دراسة شاملة للتطور الجزيئي في عام 2018، نُقل إلى جنس صخباء (Argya)